# 5032 Conradhirsh
5032 Conradhirsh (1990 OO) là một tiểu hành tinh vành đai chính được phát hiện ngày 18 tháng 7 năm 1990 bởi E. F. Helin ở Palomar.